# Stanislav Govorujin
Stanislav Serguéievich Govorujin (en ruso: Станислав Сергеевич Говорухин; Bereznikí, 29 de marzo de 1936-14 de junio de 2018, Barvija, óblast de Moscú) fue uno de los directores soviéticos de cine más populares en Rusia desde los años sesenta. Sus películas, a menudo con un trasfondo detectivesco o de aventuras, están normalmente dominadas por un personaje masculino fuerte que buscan venganza para actos criminales, pero comúnmente tiene que transgredir alguna norma social para tener éxito.

## Biografía
Govorujin nació en Bereznikí, óblast de Sverdlovsk (ahora Krai de Perm). Sus padres se divorciaron antes de su nacimiento. Su padre Serguéi Gueórguievich Govorujin venía de los cosacos del Don y fue arrestado como parte de la campaña genocida de descosaquización iniciada por Yákov Sverdlov. Estuvo deportado en Siberia donde murió alrededor del año 1938 a la edad de 30 años. Su madre Praskovya Afanásievna Glazkova fue una modista. Procedía de la región del Volga de una sencilla familia rusa que eran maestros de escuela en su aldea. Ella crio a Serguéi y a su hermana Inessa la cual murió a los 53 años. Empezó su carrera como geólogo en 1958. Entonces se unió a un estudio de televisión en Kazán y se enroló en el Instituto de Cinematografía Guerásimov (VGIK). Durante el periodo soviético, Govorujin destacó por sus exitosas adaptaciones de clásicos adolescentes, incluyendo Robinson Crusoe (1973), Las aventuras de Tom Sawyer (1981), Los hijos del capitán Grant (1983) o Désyat Negrityat (adaptación de Diez negritos, 1987). Dirigió dos películas protagonizadas por Vladímir Vysotski - Vertical (1967) y El lugar de encuentro no se puede cambiar (1979), uno de los filmes de culto de la época soviética tardía.
Tras la perestroika, Govorujin cambió el cine por la política. Llegó a ser uno de los líderes del Partido Democrático Ruso. En 1990, dirigió un documental bastante crítico con la sociedad soviética, titulado "No podemos vivir así". Aunque sus películas habían sido generalmente ignoradas por los críticos, este filme le haría ganar el premio Nika, en 1998, al mejor director. Fue en ese momento cuando Govorujin publicó una extensa entrevista con Aleksandr Solzhenitsyn. 
Govorujin fue miembro de la Duma Estatal desde su inauguración en 1993, llevando durante un tiempo el Comité de Cultura. Tras la Crisis constitucional rusa de 1993, abandonó el anticomunismo democrático y se posicionó en el lado de la oposición nacionalista comunista. En 1996, apoyó a Guennadi Ziugánov contra Borís Yeltsin durante la segunda ronda de las elecciones presidenciales. En el año 2000, tomó parte en las elecciones presidenciales rusas, pero no fue elegido. En una elección de la Duma en 2005, el oponente de Govorujin, el escritor satírico Víktor Shenderóvich, lo acusó de haberse financiado ilegalmente para conseguir la victoria. Durante sus últimos años fue partidario del presidente Vladímir Putin y formó parte de Rusia Unida.
Antes de fallecer, Govorujin había vuelto al cine, coprotagonizando junto a Alisa Friendlich la serie de detectives "Lógica femenina" y realizó una película sobre la venganza, El fusilero de Voroshílov, (con Mijaíl Uliánov como protagonista).

## Vida personal
Govorujin estuvo casado dos veces. Tuvo un hijo de su primer matrimonio: Serguéi Govorujin (1961-2011). Serguéi fue corresponsal de guerra, escritor y director de documentales, participó en diferentes conflictos armados en Tayikistán, Yugoslavia, Afganistán y las dos guerras de Chechenia entre 1994 y 2005. En 1995, fue herido por independentistas chechenos, y perdió una de sus piernas. Sin embargo, continuó su trabajo, participando en varias organizaciones no gubernamentales dedicadas a ayudar a los veteranos de guerra con discapacidad. En 2011, sobrevivió a un accidente cerebrovascular pero murió varios días después a la edad de 50 años.
De su segundo matrimonio tuvo dos hijos y una hija. Durante la década de 1990, Stanislav Govorujin se interesó profesionalmente por la pintura de paisajes. Realizó una serie de exposiciones desde 1998.
Govorujin pertenecía a la Iglesia ortodoxa rusa. En 2016, durante su 80 cumpleaños, el Patriarca Kirill de Moscú le otorgó la Orden de Sergio de Rádonezh de segunda clase.

## Enlaces externos

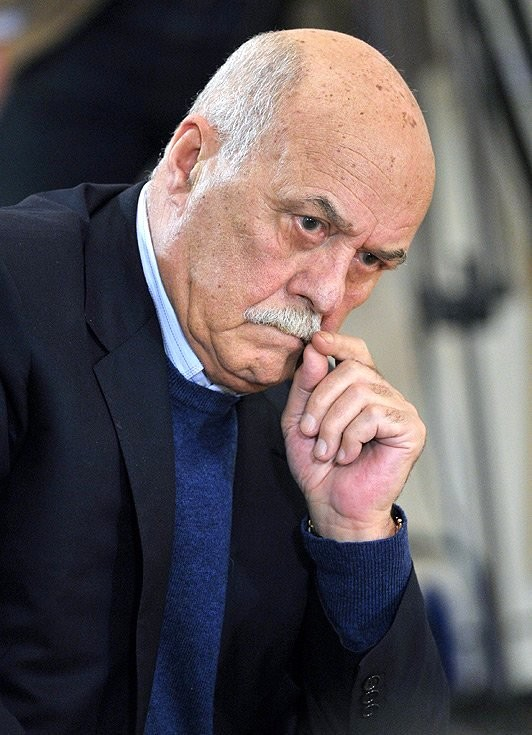
Stanislav Govorujin.

### Filmografía escogida de los estudios deOdesa
- Vertical (Вертикаль, 1966), directores Stanislav Govorujin y Borís Dúrov.
- El lugar de encuentro no se puede cambiar (1979), serie de televisión de cinco capítulos, director Stanislav Govorujin.

Ambas obras cuentan con subtítulos en inglés y están protagonizadas por Vladímir Vysotski.
- Datos: Q1377159
- Multimedia: Stanislav Govorukhin / Q1377159